# خماسي نتريد ثلاثي الفسفور
خماسي نتريد ثلاثي الفوسفور هو مركب كيميائي من النتروجين والفوسفور صيغته P3N5، ويوجد على شكل صلب أبيض اللون.

## التحضير
يحضر المركب من تفاعل خماسي كلوريد الفوسفور مع مركبات حاوية على النتروجين مثل الأمونيا أو أزيد الصوديوم؛ كما يمكن أن يتم التحضير من التفاعل المباشر مع عنصر النتروجين ضمن شروط خاصة.
{\displaystyle {\ce {3 PCl5 + 5 NH3 -> P3N5 + 15 HCl}}}
{\displaystyle {\ce {3 PCl5 + 15 NaN3 -> P3N5 + 15 NaCl + 5 N2}}}
تستخدم أساليب مشابهة لتحضير نتريد البورون (BN) ونتريد السيليكون (Si3N4)، إلا أن ما يعيبها هو وجود نسبة مرتفعة من الشوائب كما تكون النواتج لابلورية.
يمكن الحصول على نواتج بلورية من هذا المركب بالتفاعل بين كلوريد الأمونيوم مع سداسي كلور الفوسفازين؛ أو مع خماسي كلورو الفوسفور كما في المعادلة:
{\displaystyle \mathrm {3\ PCl_{5}+5\ NH_{4}Cl\longrightarrow P_{3}N_{5}+20\ HCl} }
أو بالتفاعل بين ثلاثي كلوريد الفوسفور مع أميد الصوديوم:
{\displaystyle {\ce {3 PCl3 + 5 NaNH2 -> P3N5 + 5 NaCl + 4 HCl + 3 H2}}}

## الخواص
يوجد المركب في الشروط القياسية على شكل صلب بلوري أبيض اللون، وهو عملياً غير منحل في الماء. يعد هذا النتريد للفوسفور أقل ثباتية من نتريد البورون أو نتريد السيليكون، فهو يتفكك عند درجات حرارة مرتفعة إلى أحادي نتريد الفوسفور، والذي يتفكك بدوره لاحقاً إلى النتروجين ورباعي الفوسفور:
{\displaystyle \mathrm {P_{3}N_{5}\longrightarrow 3\ PN+N_{2}} }
يتفاعل نتريد الفوسفور مع نتريدات فلزية مثل نتريد الليثيوم أو نتريد الكالسيوم ليشكل نتريدات مركبة مثل 7−PN4 أو 4−PN3؛ كما يتفاعل المركب مع الأمونيا ليعطي إيميدات مثل HPN2 و HP4N7.